# Katherine McNamara

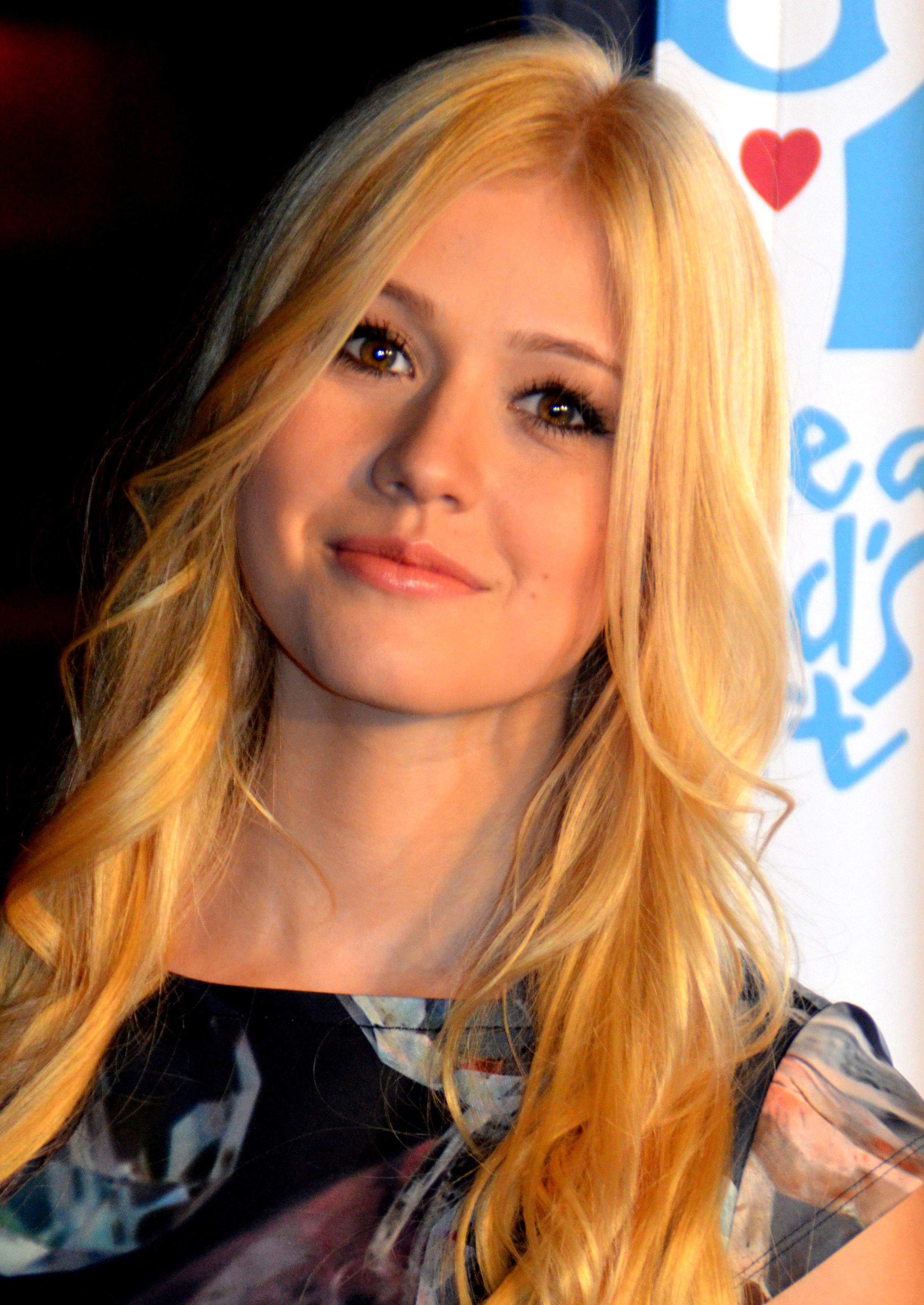
Katherine McNamara im November 2014

Katherine McNamara (* 22. November 1995 in Kansas City, Missouri) ist eine US-amerikanische Schauspielerin und Sängerin.

## Leben und Karriere
McNamara wurde in Kansas City, Missouri, als einziges Kind von Ursula und Evan McNamara geboren, der im US-Militär diente. Sie wuchs in Lee’s Summit, Missouri, auf. Als in bestimmten Fächern sehr fortgeschrittene Schülerin, wurde sie teilweise zu Hause unterrichtet und erhielt ihr Highschool-Diplom bereits im Alter von 14 Jahren. Im Alter von 17 Jahren machte McNamara ihren Bachelor mit summa cum laude in Betriebswirtschaftslehre an der Drexel University. Sie zog 2011 nach Los Angeles, Kalifornien.
McNamara begann ihre Schauspielkarriere auf der Bühne in Kansas City. Danach wirkte sie in Filmproduktionen mit, die in der Gegend von Kansas City gedreht wurden, wie z. B. in Matchmaker Mary im Jahr 2008 und in dem Kurzfilm Get Off My Porch. 2010 spielte sie in der Broadway-Neuauflage von A Little Night Music mit Catherine Zeta-Jones und Angela Lansbury. Sie begann, Gastauftritte in Fernsehserien zu absolvieren, darunter Law & Order: SVU, 30 Rock und Drop Dead Diva. McNamara trat in Kinofilmen wie New Year’s Eve und in dem Disney-Channel-Film Girl vs. Monster auf, in dem sie die Rolle der Myra Santelli spielte. Sie wirkte in dem Film Tom Sawyer & Huckleberry Finn mit, in dem sie die Rolle von Toms Freundin Becky Thatcher spielte. McNamara trat auch in den Independent-Filmen Contest und A Sort of Homecoming auf.
2014 hatte McNamara ihre erste Serienhauptrolle in der MTV-Dramedy Happyland. In der kurzlebigen Fernsehserie spielte sie die Rolle der Harper Munroe und war an der Seite von Shane Harper und Ryan Rottman zu sehen. Im Herbst 2015 war sie als Sonya in dem Science-Fiction-Film Maze Runner – Die Auserwählten in der Brandwüste zu sehen. Zuvor spielt sie eine Nebenrolle in der dritten Staffel von The Fosters.
McNamara spielte von Januar 2016 bis zum Serienende im Mai 2019 die Hauptrolle der Clary Fray in der Freeform-Fernsehserie Shadowhunters, die auf der Romanreihe Chroniken der Unterwelt von Cassandra Clare basiert. 2018 gewann sie für diese Rolle den People’s Choice Award in der Kategorie Beliebteste Fernsehschauspielerin.

## Filmografie (Auswahl)
- 2008: Belle – Der Weg zum Glück (All Roads Lead Home)
- 2008: Matchmaker Mary
- 2009: Sam Steele and the Junior Detective Agency
- 2010: Get Off My Porch (Kurzfilm)
- 2011: Law & Order: Special Victims Unit (Fernsehserie, Episode 12x15)
- 2011: 30 Rock (Fernsehserie, Episode 5x16)
- 2011: Last Will
- 2011: Drop Dead Diva (Fernsehserie, Episode 3x11)
- 2011: Sam Steele and the Crystal Chalice
- 2011: Happy New Year (New Year’s Eve)
- 2012: Last Ounce of Courage
- 2012: Glee (Fernsehserie, Episode 4x03)
- 2012: Monster gegen Mädchen (Girl vs. Monster, Fernsehfilm)
- 2012: Sketchy (Fernsehserie, Episode 2x19)
- 2012–2013: Karate-Chaoten (Kickin’ It, Fernsehserie, 3 Episoden)
- 2013: The Surgeon General (Fernsehfilm)
- 2013: Touch (Fernsehserie, Episode 2x08)
- 2013: Contest
- 2013: Jessie (Fernsehserie, 2 Episoden: 2x16, 2x25)
- 2013: Die Thundermans (The Thundermans, Fernsehserie, Episode 1x03)
- 2013: R. L. Stine’s The Haunting Hour (Fernsehserie, Episode 3x18)
- 2014: Unforgettable (Fernsehserie, Episode 2x13)
- 2014: Workaholics (Fernsehserie, Episode 4x08)
- 2014: CSI: Vegas (CSI: Crime Scene Investigation, Fernsehserie, Episode 14x17)
- 2014: Tom Sawyer & Huckleberry Finn
- 2014: Happyland (Fernsehserie, 10 Episoden)
- 2014: A Wife’s Nightmare (Fernsehfilm)
- 2014–2016: Transformers: Rescue Bots (Fernsehserie, 6 Episoden, Stimme)
- 2015: A Sort of Homecoming
- 2015: R.L. Stine – Geisterstadt: Kabinett des Schreckens (R.L. Stine's Monsterville: The Cabinet of Souls)
- 2015: Maze Runner – Die Auserwählten in der Brandwüste (Maze Runner: The Scorch Trials)
- 2015: The Fosters (Fernsehserie, 3 Episoden)
- 2015: Natural Selection
- 2016: Little Savages
- 2016: Geheimes Verlangen (Indiscretion, Fernsehfilm)
- 2016: Is That a Gun in Your Pocket?
- 2016–2019: Shadowhunters (Fernsehserie, 55 Episoden)
- 2018: Maze Runner – Die Auserwählten in der Todeszone (Maze Runner: The Death Cure)
- 2018–2020: Arrow (Fernsehserie, 19 Episoden)
- 2018: Happy Together (Fernsehserie, Episode 1x10)
- 2019: Life-Snatcher (Assimilate)
- 2019: Supergirl (Fernsehserie, Episode 5x09)
- 2019: Batwoman (Fernsehserie, Episode 1x09)
- 2019, 2021: The Flash (Fernsehserie, 2 Episoden)
- 2020: Acting for a Cause (Fernsehserie, Episode 2x02)
- 2020: Day by Day (Fernsehserie, Episode 1x23, Stimme)
- 2020: Kappa Kappa Die (Web)
- 2020–2021: The Stand – Das letzte Gefecht (The Stand, Miniserie, 4 Episoden)
- 2021: Versuchung – Wie weit gehst du? (Trust)
- 2021: Finding You
- 2021: Untitled Horror Movie
- 2022: Love Classified (Fernsehfilm)
- 2022: Dance Dads
- 2022: Sugar
- 2022: The Adventures of Bunny Bravo (Stimme)
- 2022–2023: Walker: Independence (Fernsehserie, 13 Episoden)
- 2023: Fool’s Paradise
- 2024: Jade
- 2024: True Justice: Family Ties (Fernsehfilm)
- 2024: Air Force One Down: Die Agentin des Präsidenten (Air Force One Down)
- 2025: High Ground
- 2025: The Queen’s Jewels
- 2025: Égypte IV: Double Agenda (Fernsehserie)

## Podcast
- 2021: Bobby Wonder (GoKidGo)
- 2021–2022: The Burned Photo (QCODE)
- 2022: Return To The Shadows (Shadowhunters)
- 2025: DC High Volume – Batman
- 2025: Sacrilege – Curse of the Mbirwi